# Rubén Amaro Sr.
Rubén Amaro Sr. (Nuevo Laredo, Tamaulipas, 6 de enero de 1936-Weston, Florida, 31 de marzo de 2017) fue un jugador profesional mexicano de béisbol que se desempeñó en la posición de campocorto en las Grandes Ligas de Béisbol (MLB). Logró obtener un Guante de Oro.

## Carrera
Amaro jugó como profesional una temporada en St. Louis Cardinals (1958), después pasó a Philadelphia Phillies (1960-1965), luego a New York Yankees (1966-1968), posteriormente a California Angels, donde jugó una temporada (1969), y fue el equipo en el que se retiró.

## Premios
Fue galardonado con el Guante de Oro en una oportunidad (1964).